# Kalle Anka som batterist
Kalle Anka som batterist (engelska: Symphony Hour) är en amerikansk animerad kortfilm med Musse Pigg från 1942.

## Handling
Dirigenten Musse Pigg och hans orkester med bland annat Kalle Anka och Långben gör succé i en provinspelning för ett radioprogram och får därmed uppträda på en konsert. Men innan det börjar råkar Långben tappa alla instrument i en hiss, vilket leder till att de inte riktigt låter som de ska. Kvällen blir därmed en rysare för Musse som oroar sig för om uppträdandet blir bra eller inte.

## Om filmen
Filmen är den 117:e Musse Pigg-kortfilmen som producerades och den andra som lanserades år 1941.
I filmen framför Musse Pigg musik av Franz von Suppé. Detta gjorde han även 12 år tidigare i filmen Musse Pigg bland muntra musikanter år 1930. Filmen har även små likheter med Musses första färgfilm Muntra musikanter från 1935.
Denna film är den sista som Musse gör rollen som dirigent.
Filmen finns utgiven på DVD, bland annat som bonusmaterial till Disney's långfilm Spela för mig från 1946.
Filmen hade svensk premiär den 13 december 1943 på Sture-Teatern i Stockholm och ingick i kortfilmsprogrammet Kalle Anka på nya upptåg tillsammans med sju kortfilmer till; Pluto bland vilda djur, Kalle Ankas guldgruva, Far och flyg (ej Disney), Pluto knäcker nötter, Jan Långben lär sig simma, Kalle Anka lär sig flyga och Med kung Vinter på semester (ej Disney).

## Rollista
- Walt Disney – Musse Pigg
- Clarence Nash – Kalle Anka
- Pinto Colvig – Långben
- Billy Bletcher – Sylvester Macaroni (Svarte Petter)
- Florence Gill – Klara Kluck
- John McLeish – radioröst[14]